# Taphon (slak)
Taphon is een geslacht van weekdieren uit de klasse van de Gastropoda (slakken).

## Soort
- Taphon clavella (Reeve, 1847)